# Rotsee
Le Rotsee (parfois écrit Rootsee) est un lac naturel de Suisse, situé dans le canton de Lucerne. De forme rectangulaire, il mesure environ 2,5 kilomètres de long pour 250 mètres de large. Le lac, en raison de sa forme et de l'absence de courant, est idéal pour les courses d'aviron. La première course a eu lieu en 1933 et depuis lors de nombreux événements autour de l'aviron s'y sont déroulés.
Chaque année, le Rotsee accueille les championnats suisses d'aviron et les finales de la coupe du monde. C'était ainsi le lieu des championnats d'Europe en 2019, mais également des championnats du monde en 1962, 1974, 1982 et en 2001. 